# Меринг, Сергей Фёдорович

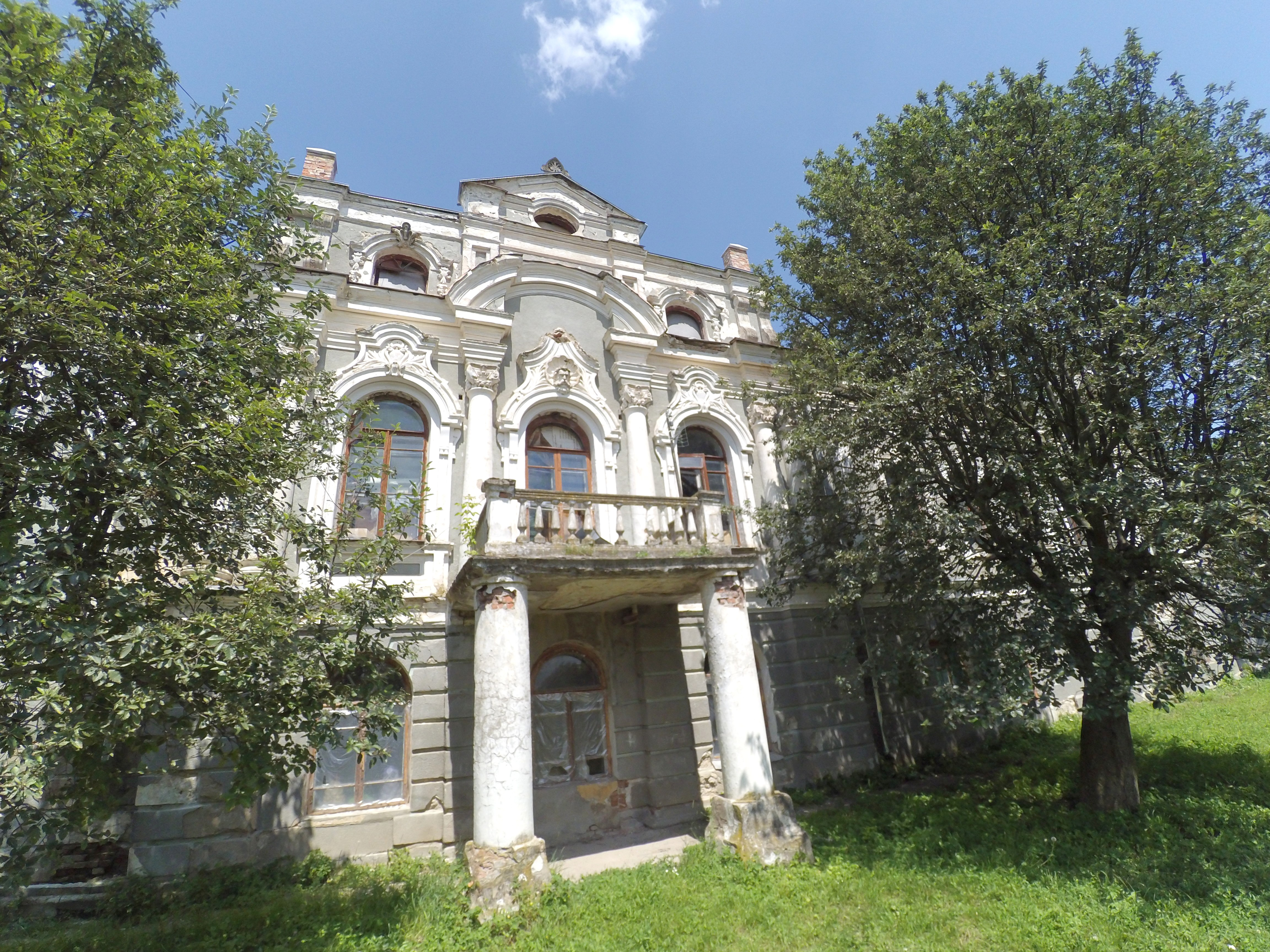
Главный дом в имении Старая Прилука

Сергей Фёдорович Меринг (1867 — после 1918) — бердичевский уездный предводитель дворянства в 1908—1910 гг., министр торговли и промышленности в правительстве гетмана Скоропадского.

## Биография
Из потомственных дворян Киевской губернии. Сын заслуженного профессора университета Св. Владимира, тайного советника Фёдора Фёдоровича Меринга и жены его Екатерины Михайловны Иваненко.
Окончил Коллегию Павла Галагана (1885) и физико-математический факультет университета Св. Владимира по естественному отделению.
Был крупным землевладельцем Бердичевского уезда (более 6500 десятин), занимался сельским хозяйством. Владел водяной мельницей и семенным хозяйством в селе Новая Гребля, а также винокуренным заводом при селе Овечаче. В середине 1890-х годов состоял кандидатом в директоры правления Киевского городского кредитного общества. В усадьбе Старая Прилука выстроил главный дом в необарочных формах.
По введении земских учреждений в Западном крае был назначен членом Бердичевской уездной управы по делам земского хозяйства. 5 ноября 1908 года назначен бердичевским уездным предводителем дворянства, в каковой должности пробыл до 1910 года. Кроме того, в разные годы состоял членом Бердичевского уездного комитета попечительства о народной трезвости, почетным мировым судьей Бердичевского уезда и членом Бердичевской уездной землеустроительной комиссии (от землевладельцев).
С 24 октября по 14 декабря 1918 года был министром торговли и промышленности Украинской державы (как представитель «Протофиса»). Дальнейшая судьба неизвестна.